# محمد إبراهيم عيد
محمد إبراهيم عيد (مواليد 7 أغسطس 1991، لاعب كرة قدم إماراتي يجيد اللعب في الهجوم في نادي الحمرية.
لعب سابقاً مع نادي دبي و نادي الشباب و نادي الشارقة ونادي عجمان ونادي دبا ونادي الحمرية .

## روابط خارجية
- محمد إبراهيم عيد على موقع Soccerway.com (الإنجليزية)